# Tata Nexon
Pour les articles homonymes, voir Nexon.
Le Tata Nexon est un modèle de véhicule métis produit par le constructeur automobile indien Tata Motors depuis 2017. Il s'agit du premier crossover de la marque et occupe le segment des crossover SUV de moins de 4 mètres en Inde.

## Aperçu

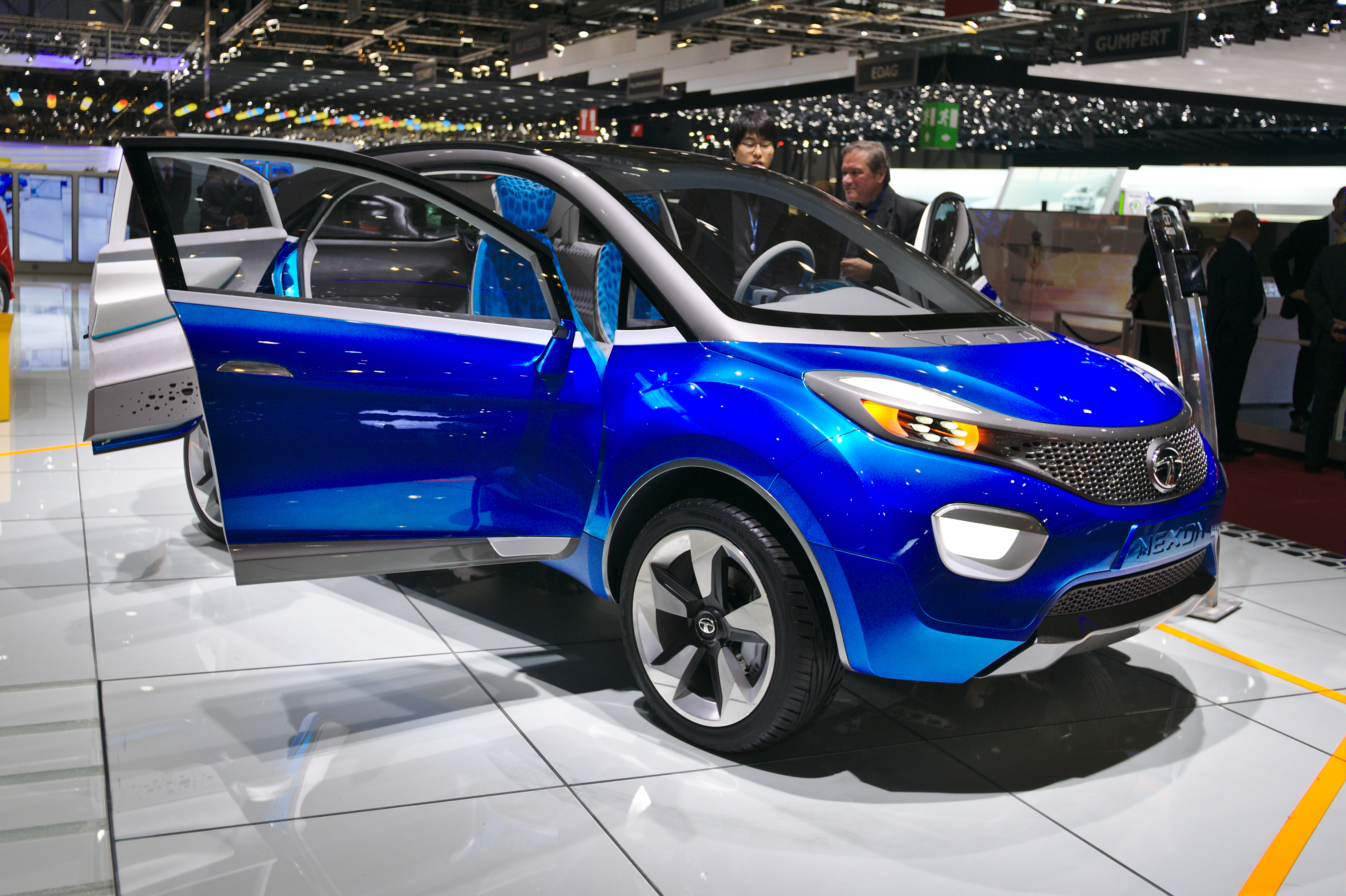
Concept car Tata Nexon en 2014

Le Nexon a fait ses débuts en tant que concept car exposé à l'Auto Expo de 2014. Le modèle final a été présenté en février 2016.
Le Nexon est basé sur la plate-forme révisée Tata X1 lancée en 1998 avec le modèle Indica et adoptée par d'autres automobiles de la marque indienne. Il utilise une jambe de force MacPherson indépendante à double voie avec des suspensions avant à ressort hélicoïdal et une poutre de torsion arrière avec ressort hélicoïdal et amortisseur. Il se caractérise par une peinture bicolore, des phares à LED et de larges bandes chromées sur le côté,.
Les moteurs sont développés par Tata Motors et la société d'ingénierie autrichienne AVL, le moteur à essence de 1.2L Revotron trois cylindres turbo 12 soupapes délivre 110 cv et 170 Nm de couple maximal combiné à une transmission manuelle ou automatique à 6 vitesses, le moteur diesel est un Revotorq quatre cylindres 1.5L de 16 soupapes qui délivre 110 cv et 260 Nm de couple maximal, également jumelé à une transmission manuelle ou automatique à 6 vitesses. Tata Nexon est disponible en sept versions : XE, XM, XMA, XZ, XZ+ et XZA+. Les versions automatiques ont 3 réglages de conduite différents. En 2018, une option de toit ouvrant a été ajouté.
La production de l'usine de FCA India de Ranjangaon dans le cadre d'un accord de coentreprise a débuté en juillet 2017, et les ventes en Inde ont commencé depuis septembre de la même année. En décembre 2018, Tata Motors n'avait pas exporté la voiture en dehors de l'Inde. La société n'a pas non plus confirmé si la voiture sera exportée vers l'Europe. En août 2018, le 50 000e Nexon est sorti de l'usine.

### Lifting
Tata Motors a lancé le Nexon rénové avec de nouvelles fonctionnalités et des moteurs conformes au norme Bharat Stage 6 en janvier 2020, et présenté au grand public à l'Auto Expo de 2020. Le Nexon a reçu des changements majeurs à l'extérieur, désormais basés sur le langage de conception Impact 2.0. Le nouveau véhicule est équipé d'un moteur diesel Revotorq turbocompressé de 1,5L produisant 110 cv et un moteur à essence Revotron 1,2L produisant 120 cv.

## Sécurité
En 2018, le Nexon a été soumis à des crash tests par le Global NCAP, obtenant le résultat de 5 étoiles. C'est la première voiture de fabrication indienne à obtenir cette cote.

## Nexon EV

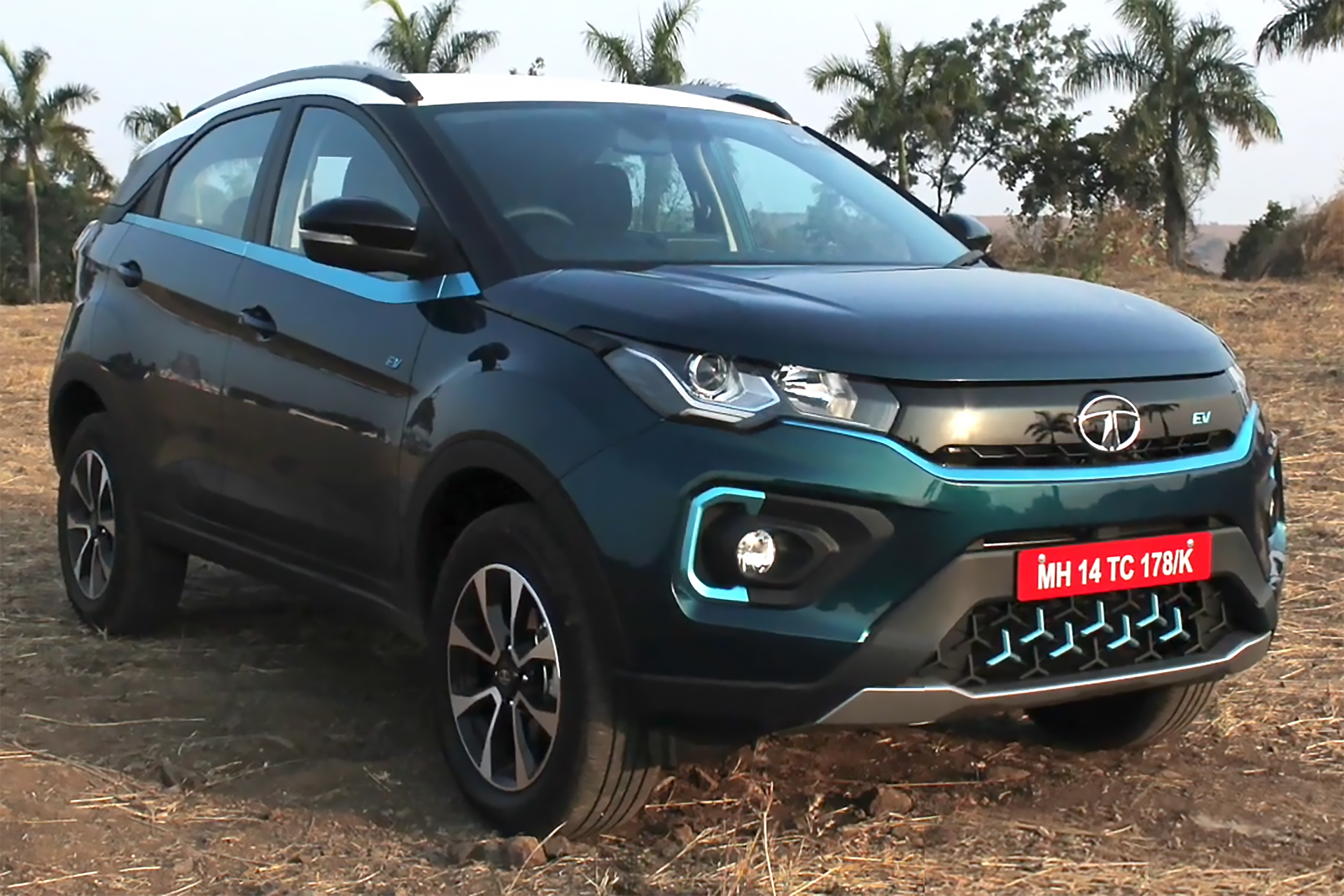
Tata Nexon EV de 2020

La version électrique du Nexon a été dévoilée le 19 décembre 2019. Le Nexon EV utilise des composants de la marque de technologie de véhicule électrique Ziptron de Tata Motors. Le moteur électrique produit 129 cv et 245 Nm de couple et 0 - 100 en moins de 9,9 secondes. Il dispose d'une batterie de 30,2 kWh avec une autonomie nominale ARAI allant jusqu'à 312 km.
La batterie peut être complètement chargée en moins de 8 heures à l'aide d'un chargeur AC. Il peut également être chargé à l'aide d'un câble d'alimentation de 15 ampères qui peut être utilisé n'importe où avec la prise de courant nécessaire. La charge rapide DC 25 kW permet de recharger la batterie de 0 à 80% en 1 heure.
Tata a lancé un plan d'abonnement pour le Nexon EV en août 2020. Il a été rapporté que Nexon EV était le véhicule électrique le plus vendu en Inde en 2020.

## Ventes
| Année | Inde   |
| ----- | ------ |
| 2017  | 14 062 |
| 2018  | 52 519 |
| 2019  | 49 312 |
| 2020  | 48 842 |